# Landessportbund Niedersachsen

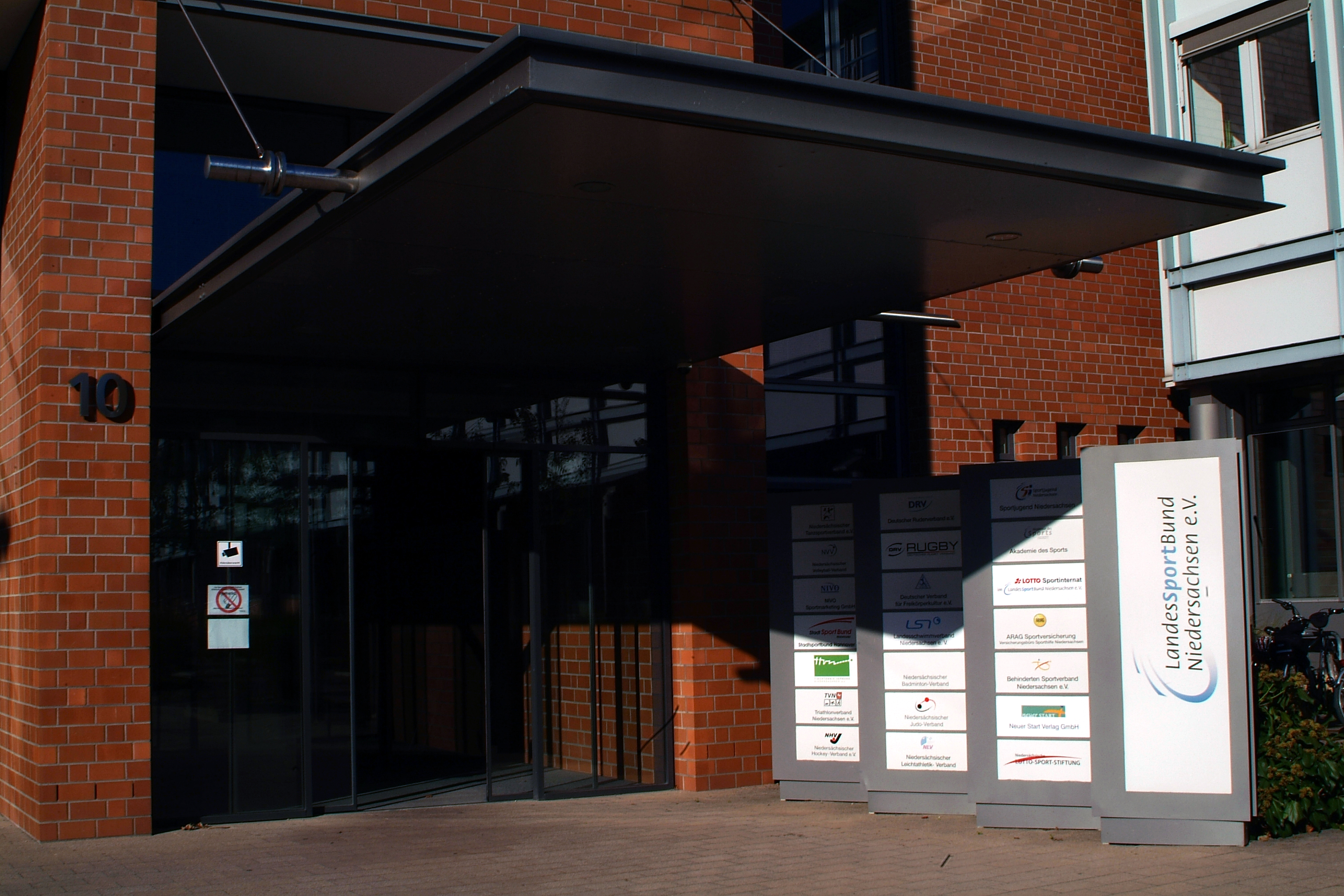
Eingang am Ferdinand-Wilhelm-Fricke-Weg 10

Der Landessportbund Niedersachsen (Eigenschreibweise: LandesSportBund Niedersachsen e. V.) ist Dachverband von 9263 Mitgliedsvereinen (Stand Januar 2022) mit rund 2,5 Mio. Mitgliedschaften in Niedersachsen. Der Verband hat seinen Sitz im Sportpark Hannover.

## Beschreibung
Der Landessportbund Niedersachsen (LSB) gliedert sich regional in 47 Sportbünde.  Derzeit (2022) sind 61 Landesfachverbände Mitglieder im LSB.
Der Verband hat seinen Hauptsitz in Hannover und ist Mitglied im Deutschen Olympischen Sportbund (DOSB). Der LSB ist in folgenden Bereichen tätig: Sportpolitik, Sport- und Vereinsentwicklung, Verbandsentwicklung, Akademie des Sports/Bildung, Leistungssport und Kinder und Jugendliche im Sport. Außerdem ist er aktiv bei Themen wie u. a. Integration durch Sport, Freiwilligendienste im Sport in Niedersachsen und Schutz von Kindern und Jugendlichen vor sexualisierter Gewalt im Sport. Das Niedersächsische Institut für Sportgeschichte in Hannover betreut das umfangreiche Archiv des LSB.
Das Land Niedersachsen gewährt dem Landessportbund Niedersachsen nach dem Niedersächsischen Sportfördergesetz (NSportFG) vom 7. Dezember 2012 in der jeweils geltenden Fassung eine Finanzhilfe in Höhe von 31,5 Mio. Euro (§ 3 Abs. 1 NSportFG) sowie eine Finanzhilfe aus den Mehreinnahmen der Glücksspielabgaben (§ 3 Abs. 2 NSportFG).

### Sportjugend Niedersachsen
Die Sportjugend Niedersachsen ist die Jugendorganisation des Landessportbundes Niedersachsen. Bestehend aus den Kindern und Jugendlichen der Mitgliedsvereine des Landessportbundes und den gewählten Jugendvertreterinnen und Jugendvertretern gestaltet sie ihre Arbeit in eigener Verantwortung. Als anerkannter Träger der freien Jugendhilfe nach dem Kinder- und Jugendhilfegesetz repräsentiert die Sportjugend Niedersachsen rund 85.0000 Kinder und Jugendliche bis 27 Jahre.

### Sportinternat
Ein Sportinternat in der Trägerschaft des LSB Niedersachsen besteht seit 1998. Es liegt im Sportpark Hannover, in direkter Nachbarschaft zum Olympiastützpunkt Niedersachsen und dem Sportleistungszentrum. Es verfügt über 75 Plätze für zehn Sportarten im Vollzeitinternat sowie weitere 60 Plätze im Teilzeitinternat. Das Internat trägt das Prädikat „Eliteschule des Sports“ des Deutschen Olympischen Sportbundes und kooperiert mit den beiden Partnerschulen Humboldtschule Hannover und Carl-Friedrich-Gauß-Schule Hemmingen. Ein ehemaliger Mitarbeiter schrieb 2005 eine Diplomarbeit über das Internat.

### Olympiastützpunkt Niedersachsen
Der LSB Niedersachsen ist Träger des Olympiastützpunktes Niedersachsen. Die Hauptaufgabe liegt in der sportmedizinischen, physiotherapeutischen, trainingswissenschaftlichen, sozialen, psychologischen und ernährungswissenschaftlichen Betreuung der Bundeskaderathleten.

### Akademie des Sports
Die Akademie des Sports in Trägerschaft des LSB Niedersachsen hat Standorte mit Tagungsräumen im Sportpark Hannover und in Clausthal-Zellerfeld und bietet ein Bildungsprogramm an.

### Niedersächsische Sportlerwahlen
Seit 2004 schreibt der LSB Niedersachsen die Niedersächsischen Sportlerwahlen in den Kategorien Sportlerin, Sportler und Mannschaft des Jahres aus.

### Ball des Sports Niedersachsen
Seit 2004 veranstalten der LSB Niedersachsen und der Stadtsportbund Hannover den Ball des Sports Niedersachsen.